# 乌兹别克苏维埃社会主义共和国国旗
乌兹别克蘇維埃社會主義共和國國旗（俄语：Флаг Узбекской ССР）是蘇聯加盟共和國乌兹别克蘇維埃社會主義共和國所使用的國旗。最後一個版本啟用於1952年8月29日。
最初的國旗左上角為國名俄語和烏茲別克語縮寫（1926至1931年再加上塔吉克語）。最後一個版本仿照蘇聯國旗，中間繪有白—藍—白橫條，比例為20：1：8：1：20。官方并没有解释国旗的象征意义，一般认为中间的蓝条为象征灌溉的阿姆河，两侧的白窄条象征乌兹别克的棉花种植业。此外，不少人将国旗宽条的蓝色与突厥民族联系起来。这种“上下细窄条，中间大宽条”的国旗设计元素被乌兹别克斯坦直接沿用。

## 图片

1925年6月22日－1926年1月9日
1926年1月9日－1931年
1931年－1935年1月
1935年1月－1937年
1937年－1941年1月16日
1941年1月16日－1952年8月29日
1952年8月29日－1991年11月18日
1991年11月18日－1991年12月26日